# Rei del Nepal
El Rei del Nepal és el títol de cap d'estat del Nepal (fins al 18 de maig de 2006). El càrrec va ser creat el 21 de desembre de 1768. L'actual Rei és Gyanendra Bir Bikram Shah Dev, des del 4 de juny de 2001.
El 24 de desembre de 2007 el govern provisional anuncià que abans del 12 d'abril de 2008, que és quan està previst que se celebrin eleccions, la monarquia serà abolida i el rei serà destituït.

## Dinastia Shah
- 21 de desembre de 1768 - 11 de gener de 1775: Prithivi Narayan Shah, fill de Nara Bhupal Shah
- 11 de gener de 1775 - 17 de novembre de 1777: Pratap Singh Shah, fill de l'anterior
- 17 de novembre de 1777 - 23 de març de 1799: Rana Bahadur Shah, fill de l'anterior
- 23 de març de 1799 - 20 de novembre de 1816: Girvan Yuddha Bikram Shah Deva, fill de l'anterior
- 20 de novembre de 1816 - 12 de maig de 1847: Rajendra Bikram Shah, fill de l'anterior
- 12 de maig de 1847 - 17 de maig de 1881: Surendra Bir Bikram Shah, fill de l'anterior
- 17 de maig de 1881 - 11 de desembre de 1911: Prithivi Bir Bikram Shah, fill de l'anterior
- 11 de desembre de 1911 - 7 de novembre de 1950: Tribhuvan Bir Bikram Shah Dev (Primer regnat), fill de l'anterior
- 7 de novembre de 1950 - 7 de gener de 1951: Gyanendra Bir Bikram Shah Dev (Primer regnat), net de l'anterior
- 7 de gener de 1951 - 13 de març de 1955: Tribhuvan Bir Bikram Shah Dev (Segon regnat), avi de l'anterior
- 13 de març de 1955 - 31 de gener de 1972: Mahendra Bir Bikram Shah Dev, fill de l'anterior
- 31 de gener de 1972 - 1 de juny de 2001: Birendra Bir Bikram Shah Dev, fill de l'anterior
- 1 de juny de 2001 - 4 de juny de 2001: Dipendra Bir Bikram Shah Dev, tres dires, incapacitat, fill de l'anterior
- 4 de juny de 2001 - 28 de maig de 2008: Gyanendra Bir Bikram Shah Dev, (Segon mandat), oncle de l'anterior
- Vegeu President del Nepal (a partir de 2008)